# Benjamin Whichcote

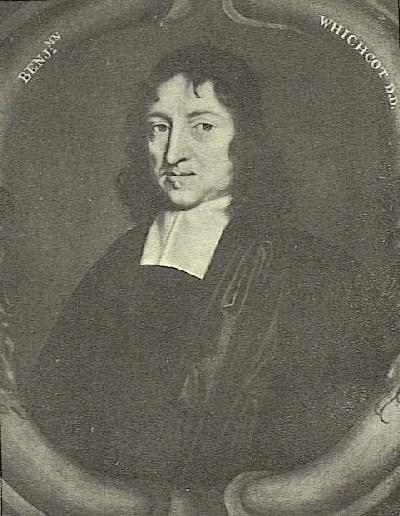
Benjamin Whichcote

Benjamin Whichcote (* 4. Mai 1609 in Whichcote Hall, Stoke upon Tern, Shropshire; † Mai 1683 in Cambridge) war ein britischer Philosoph und Theologe, der im Kreis der „Cambridger Platoniker“ eine herausgehobene Rolle spielte.

## Leben
Whichcote war der sechste der sieben Söhne von Christopher Whichcote und dessen Frau Elizabeth, geborene Fox. Er trat am 25. Oktober 1626 in das Emmanuel College in Cambridge ein, wo er die akademischen Grade erhielt (Bachelor of Arts 1629/1630, Master of Arts 1633). Von 1633 bis 1643 war er dort als Fellow (Mitglied des Lehrkörpers) tätig. Dem Emmanuel College gehörten die meisten Cambridger Platoniker zeitweilig oder dauerhaft an (neben Whichcote John Smith, Nathaniel Culverwell, Peter Sterry, Ralph Cudworth und aus dem Umkreis John Worthington), nicht aber der Hauptvertreter der Gruppe, Henry More. 1636 wurde Whichcote zum Priester der Anglikanischen Kirche geweiht. Später war er an der Holy Trinity Church als Prediger tätig. Im Jahr 1643 erhielt er eine Pfarrstelle in North Cadbury (Somerset), für deren Besetzung sein College zuständig war. Seine Stellung als Fellow gab er aber erst im folgenden Jahr auf. Die damaligen Kriegswirren führten schon bald zu seiner Rückkehr an die Universität: Am 19. März 1645 ernannte ihn der Earl of Manchester zum Provost des King’s College, nachdem im Englischen Bürgerkrieg die Truppen des Parlaments Cambridge eingenommen hatten und zahlreiche Fellows und College-Vorsteher aus ihren Ämtern entfernt worden waren. Whichcote nahm dieses Amt seinen späteren Angaben zufolge nur mit innerem Vorbehalt an; die Hälfte seines Einkommens überließ er seinem abgesetzten Vorgänger Samuel Collins. 1649 erhielt er den theologischen Doktorgrad (D.D.) am King’s College. Von 1650 bis 1651 war er Vizekanzler der Universität. Er gehörte einem Gremium an, das 1655 den Lordprotektor Oliver Cromwell in der Frage der Tolerierung der Juden in England beriet. In der Restauration verlor er 1660 sein Amt als Provost, obwohl sich der Vize-Provost und 21 Fellows in einer Petition an König Karl II. für seinen Verbleib einsetzten.
Nachdem Whichcote der Uniformitätsakte zugestimmt hatte, erhielt er am 8. November 1662 die Pfarrei St. Anne’s Blackfriars in London. Seine dortige Tätigkeit endete, als die Kirche durch den Großen Brand von London 1666 zerstört wurde. Danach wirkte er als Geistlicher in Milton bei Cambridge, wo er schon seit 1651 eine Pfründe innehatte; diese Stelle wurde vom King’s College vergeben. Von 1668 bis zu seinem Tod war er Pfarrer der Kirche St Lawrence Jewry in London, wo John Locke zu den Hörern seiner Predigten zählte. Er starb im Mai 1683 bei einem Besuch in Cambridge und wurde am 24. Mai in St. Lawrence Jewry beigesetzt.
Whichcote heiratete 1643 Rebecca, die Witwe des Politikers und Geschäftsmanns Matthew Cradock. Die Ehe blieb kinderlos, seine Frau starb 1649. Seine Schwester war Elizabeth Foxcroft, Mutter von Ezekiel Foxcroft und Gesellschafterin von Anne Conway. Sein jüngster Bruder Jeremy Whichcote (um 1614–1677) war Anwalt von Ruprecht von der Pfalz und wurde von Karl II. 1660 zum Baron von Inner Temple gemacht als Belohnung für seine verdeckten Dienste für die Krone während der Zeit des Commonwealth of England.

## Theologische und philosophische Position
Whichcote gilt unter dem Gesichtspunkt seiner theologischen Auffassungen als Begründer der Cambridger Platoniker, von denen einige seiner Schüler am Emmanuel College waren; stellt man jedoch die Anknüpfung an die neuplatonische Tradition in den Mittelpunkt, so erscheint Henry More als Begründer.
Whichcote setzte sich für religiöse Toleranz ein. Die calvinistische Lehre von der doppelten Prädestination lehnte er ab. Er vertrat den Grundsatz der Übereinstimmung von natürlicher Vernunft und Religion, der ein Hauptanliegen der Cambridger Platoniker war. Nach seiner Theologie ist Gott durch die menschliche Vernunft anhand der geschaffenen Dinge erkennbar; aufgrund seiner Urteilsfähigkeit kann der Mensch dann im Licht dieser Erkenntnis handeln. Whichcote meinte, die Vernunft sei das höchste Vermögen des Menschen und die Religion sei die höchste Form dieses Vermögens. Auch moralische Wahrheiten seien Vernunftwahrheiten. Es sei falsch, ohne Anwendung der eigenen Urteils- und Erkenntnisfähigkeit zu glauben; vielmehr solle man in der Nachahmung der Eigenschaften Gottes vorgehen, also vernunftgemäß. Wegen der Verschiedenartigkeit der Menschen seien Meinungsverschiedenheiten auch auf religiösem Gebiet unvermeidlich. Darüber solle dann ein gemeinsamer Diskurs unter Gleichberechtigten (fair debate) stattfinden. Wenn dabei keine Übereinstimmung erzielt werden könne, sei dies zu akzeptieren. Wer die Grundlagen seiner theologischen Überzeugung nicht rational überprüfe, sondern sich der Autorität eines anderen unterwerfe, sei in Wirklichkeit nicht religiös. Als abschreckendes Beispiel nannte Whichcote die Inquisition. Wer als Protestant blinden Glauben an Lehrsätze fordere, der verhalte sich wie ein Katholik (Papist).
Hinsichtlich des Verhältnisses zwischen Vernunft und Glauben trat Whichcote für die Priorität der Vernunft ein. Nach seiner Argumentation gäbe es keine Möglichkeit für irgendeinen Glauben, wenn es nicht zuvor eine natürliche, der Vernunft verdankte Kenntnis von Gottes Existenz gäbe. Demnach ist die Vernunft der Grund nicht nur für eine natürliche Religion unabhängig von der Offenbarung, sondern auch für den Glauben. Sie stellt den Kern der Religion dar und fällt letztlich mit ihr zusammen. Der Primat der Vernunft soll für alle Gegenstände der Theologie gelten, also auch für alle Inhalte der Offenbarung. Diese sind am Urteil der Vernunft zu messen.

## Schriften
Whichcote veröffentlichte kein Werk; erst nach seinem Tod wurden seine Predigten nach Nachschriften von Gemeindemitgliedern und aus seinem Nachlass herausgegeben. Anscheinend stammen alle gedruckten Predigten aus der Zeit der Tätigkeit in St. Lawrence Jewry, sind also späte Werke. 1685 publizierte ein anonymer Herausgeber, der sich als Schüler Whichcotes bezeichnete, Predigten (Some Select Notions), für die er sich auf eigene Aufzeichnungen berief, deren Authentizität jedoch umstritten ist. 1698 brachte der Philosoph Shaftesbury die Select Sermons heraus, eine ebenfalls auf Nachschriften beruhende Ausgabe von zwölf Predigten Whichcotes, der er ein programmatisches Vorwort voranstellte, ohne dabei seinen Namen zu nennen. Der Geistliche John Jeffery veröffentlichte 1701–1703 drei Bände (Several Discourses) aus Whichcotes Nachlass. Einen vierten Band publizierte Samuel Clarke 1707. Zu den von Jeffery herausgegebenen Texten zählen auch „Aphorismen“; dabei handelt es sich um eine postume Zusammenstellung von prägnanten Formulierungen aus Whichcotes Nachlass. Im Jahr 1751 erschien eine vierbändige Werkausgabe in Aberdeen. Die Predigten sind die Hauptquelle für Whichcotes Denken; aufschlussreich ist auch sein Briefwechsel mit seinem ehemaligen Lehrer Anthony Tuckney, dem Master des Emmanuel College. Tuckney, ein Calvinist, vertrat eine dogmatische Position; er sah in Whichcotes Theologie eine Verfälschung des christlichen Glaubens.

## Ausgabe
- The Works of the Learned Benjamin Whichcote. 4 Bände, Garland, New York 1977 (Nachdruck der Ausgabe Aberdeen 1751), ISBN 0-8240-1814-1 (online).